# Ian Cameron Grant
Ian Cameron Grant, britanski general, * 1891, † 1955.